# Pulsatilla sukaczevii
Pulsatilla sukaczevii är en ranunkelväxtart som beskrevs av Sergei Vasilievich Juzepczuk. Pulsatilla sukaczevii ingår i släktet pulsatillor, och familjen ranunkelväxter. Inga underarter finns listade i Catalogue of Life.